# 小行星1051
小行星1051（1051 Merope）是一颗围绕太阳公转的小行星。1925年9月16日，卡爾·威廉·萊茵姆特在海德堡发现了此天体。
該小行星以希臘神話的普勒阿得斯墨洛珀命名。
这颗小行星的绝对星等为10.20等。